# كارل بلوخ
كارل هاينريخ بلوخ (بالدنماركية: Carl Bloch) (23 مايو 1834 – 22 فبراير 1890) هو فنان دنماركي.

## السيرة الذاتية
وُلد بلوخ في كوبنهاغن، الدنمارك. درس مع زميله ويلهيلم مارستراند في الأكاديمية الملكية الدنماركية للفنون الجميلة. والدا بلوخ أرادا لإبنهما أن يدخل مجال محترم - بالتحديد ضابط في القوات البحرية، وبالرغم من ذلك لم يكن هذا ما أراده كارل، حيث كان جل اهتمامه متعلقًا بالرسم والتصوير بالطلاء، وكانت تستهويه فكرة أن يصبح فنانًا. ولذلك ذهب إلى إيطاليا لدراسة الفن، حيث عبر من خلال هولندا، وهناك تعرف على أعمال رامبرانت، التي أصبحت عامل إلهام رئيسي له. تقابل كارل مع زوجته ألما تريبكا في روما، وتزوجها هناك في 31 مايو 1868. كان زواجهما سعيدًا إلى أن ماتت مبكرًا في 1886.
أعماله المبكرة كانت تُظهر مشاهد قروية من الحياة اليومية. من الفترة 1859 إلى 1866 عاش بلوخ في إيطاليا، وكانت هذه الفترة مهمة لتطور أسلوبه التاريخي في الرسم.
أول نجاح ملحوظ له كان عندما عُرضت لوحته "Prometheus Unbound" في كوبنهاغن عام 1865. بعد وفاة الفنان ويليام مارستراند، كان كارل قد انتهى من زخرفة قاعة التخرج في جامعة كوبنهاغن. الألم والحزن الذي عاناه إثر خسارة زوجته كان ثقيلًا عليه، وتركه وحيدًا مع أطفاله الثمانية بعد وفاتها كان صعبًا جدا عليه.
في رسالة للسنة الجديدة من 1866 إلى بلوخ، كتب هانس كريستيان أندرسن التالي: «ما حنكه الله على الصخر الصلب لن ينجرف بعيداً»

## معرض الصور

كارل هاينريخ بلوخ - حياة المسيح
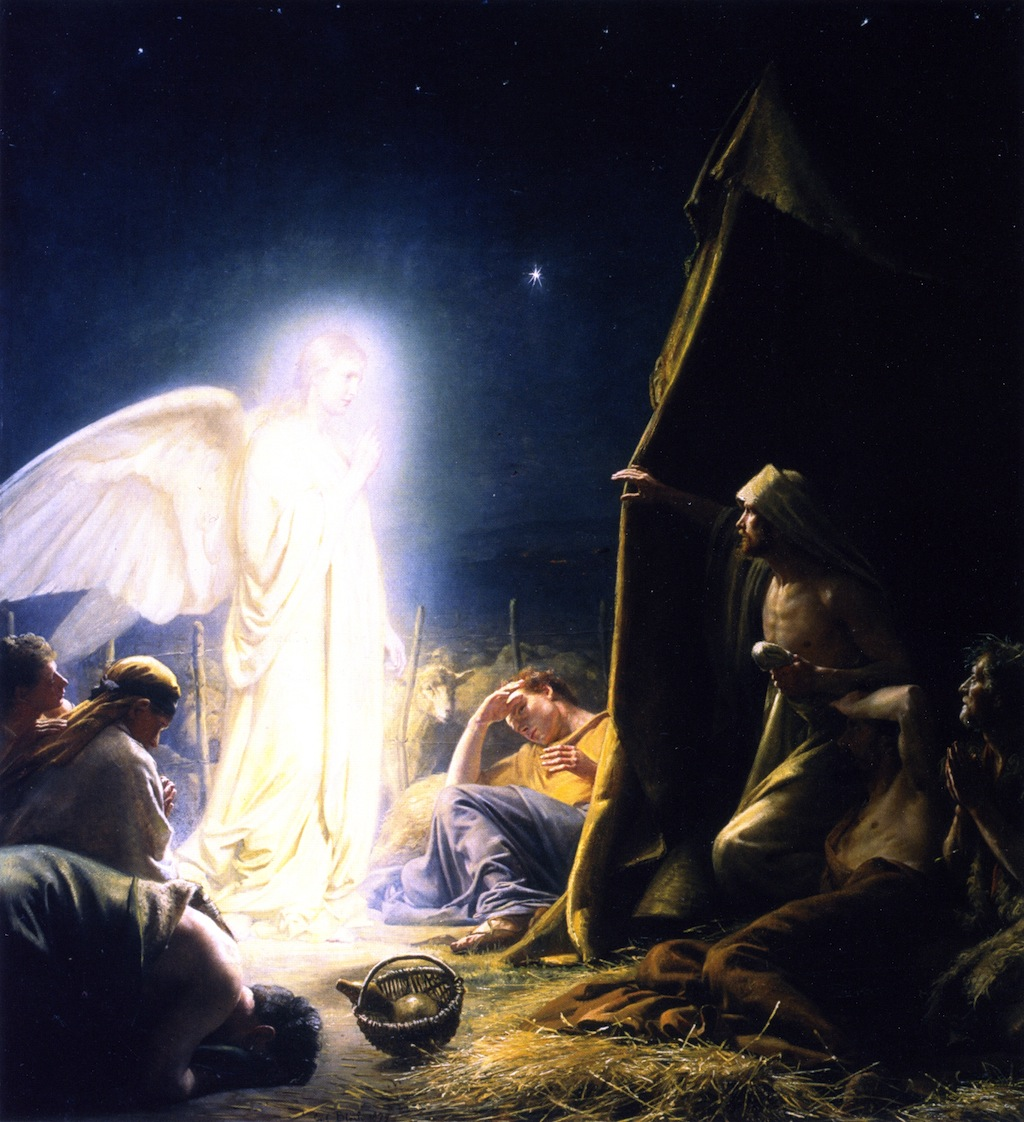
رعاة الأغنام والملاك
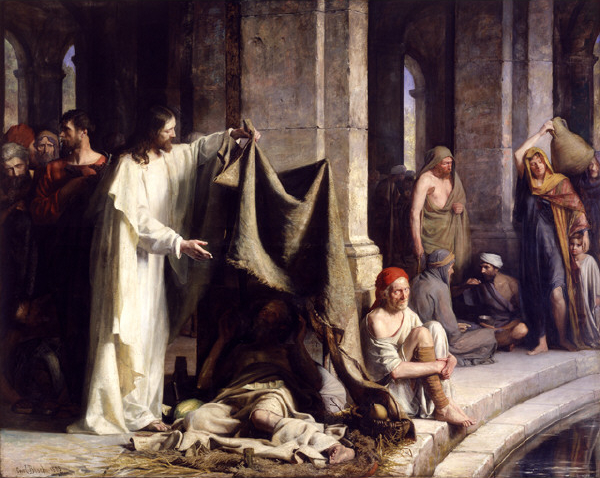
تجربة المسيح على الجبل
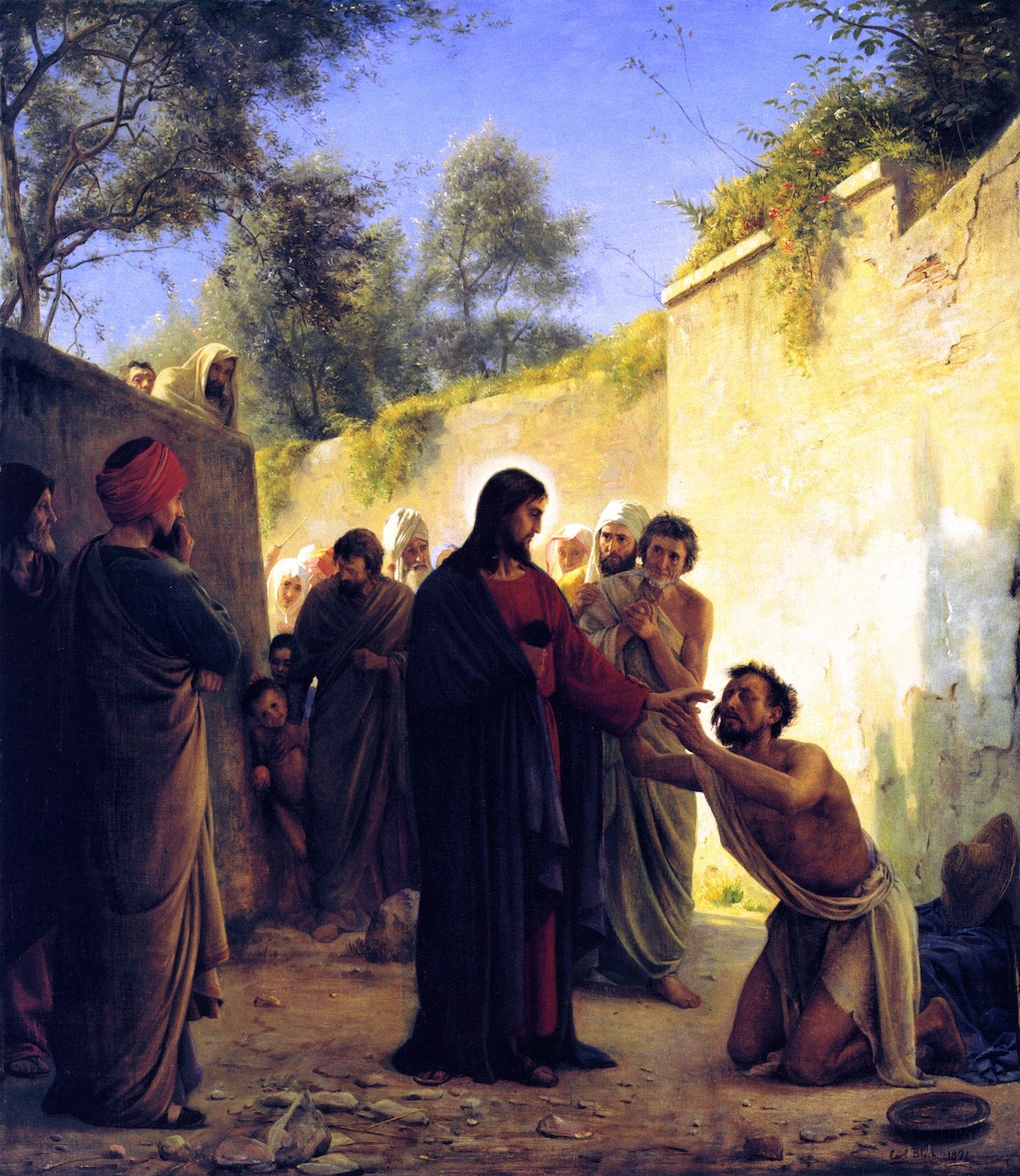
يسوع المسيح يشفي الرجل الاعمى
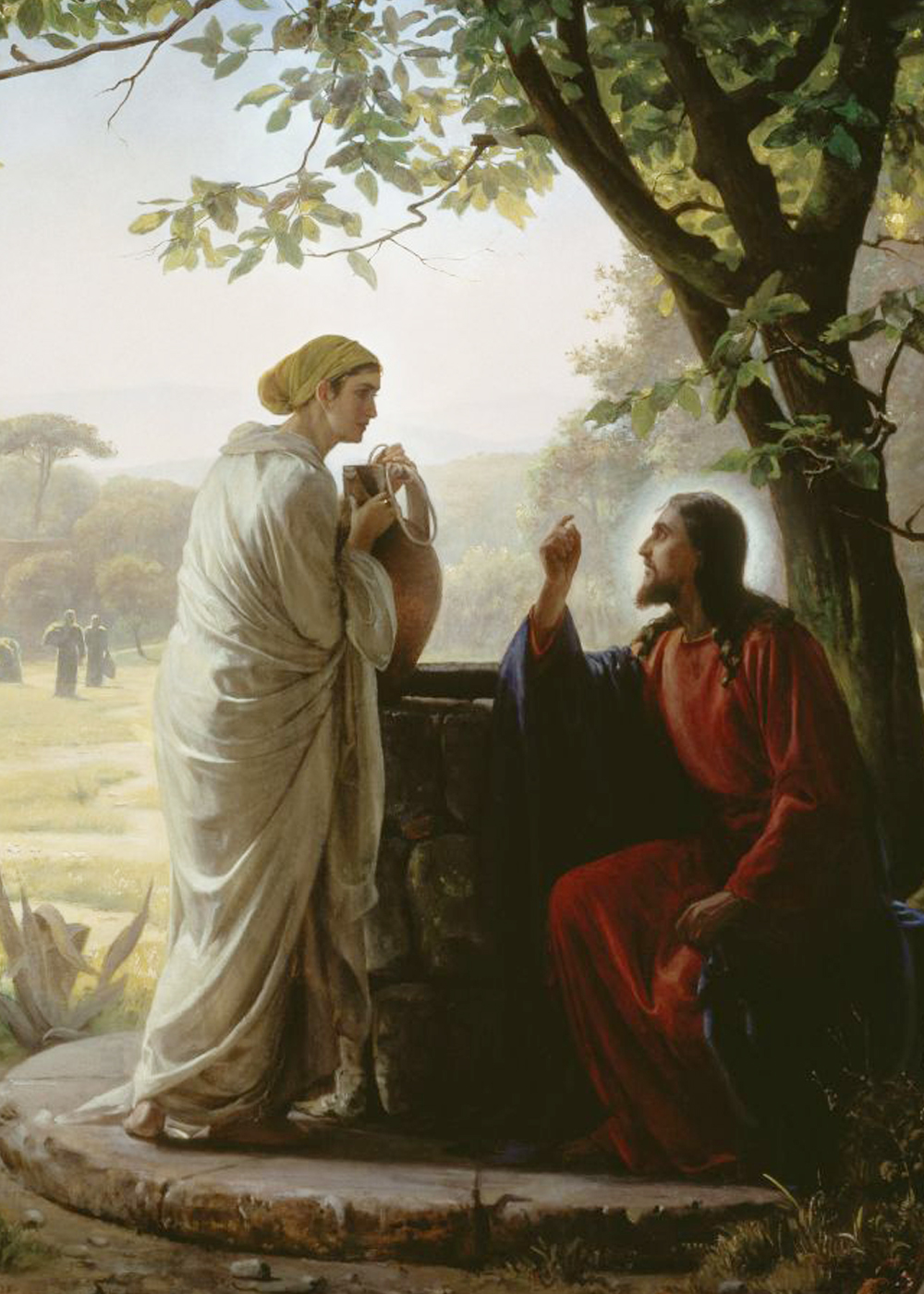
امرأة عند البئر
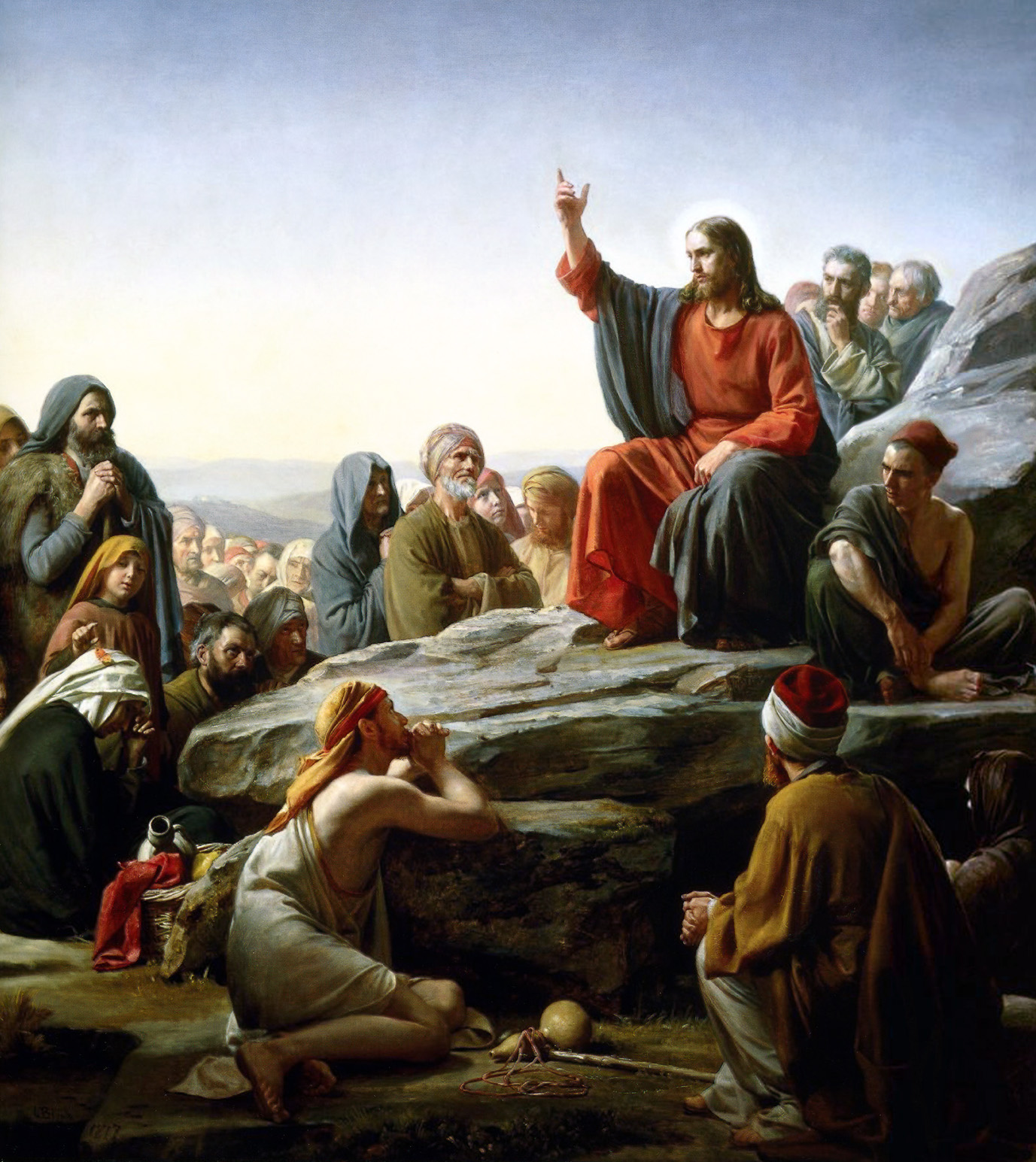
لوحة العظة على الجبل بواسطة كارل بلوخ
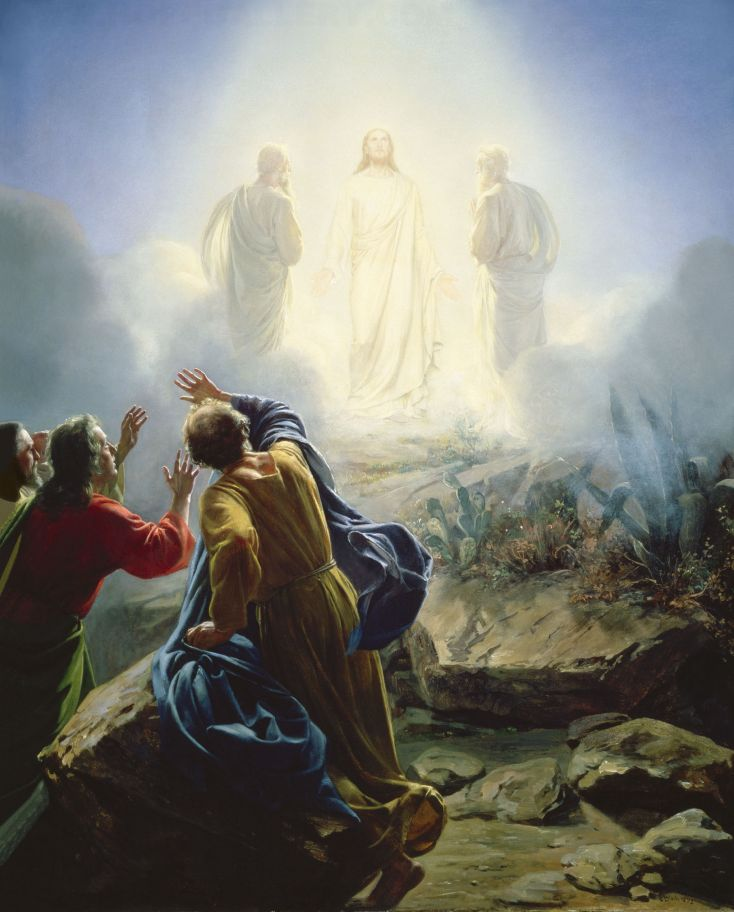
التجلي
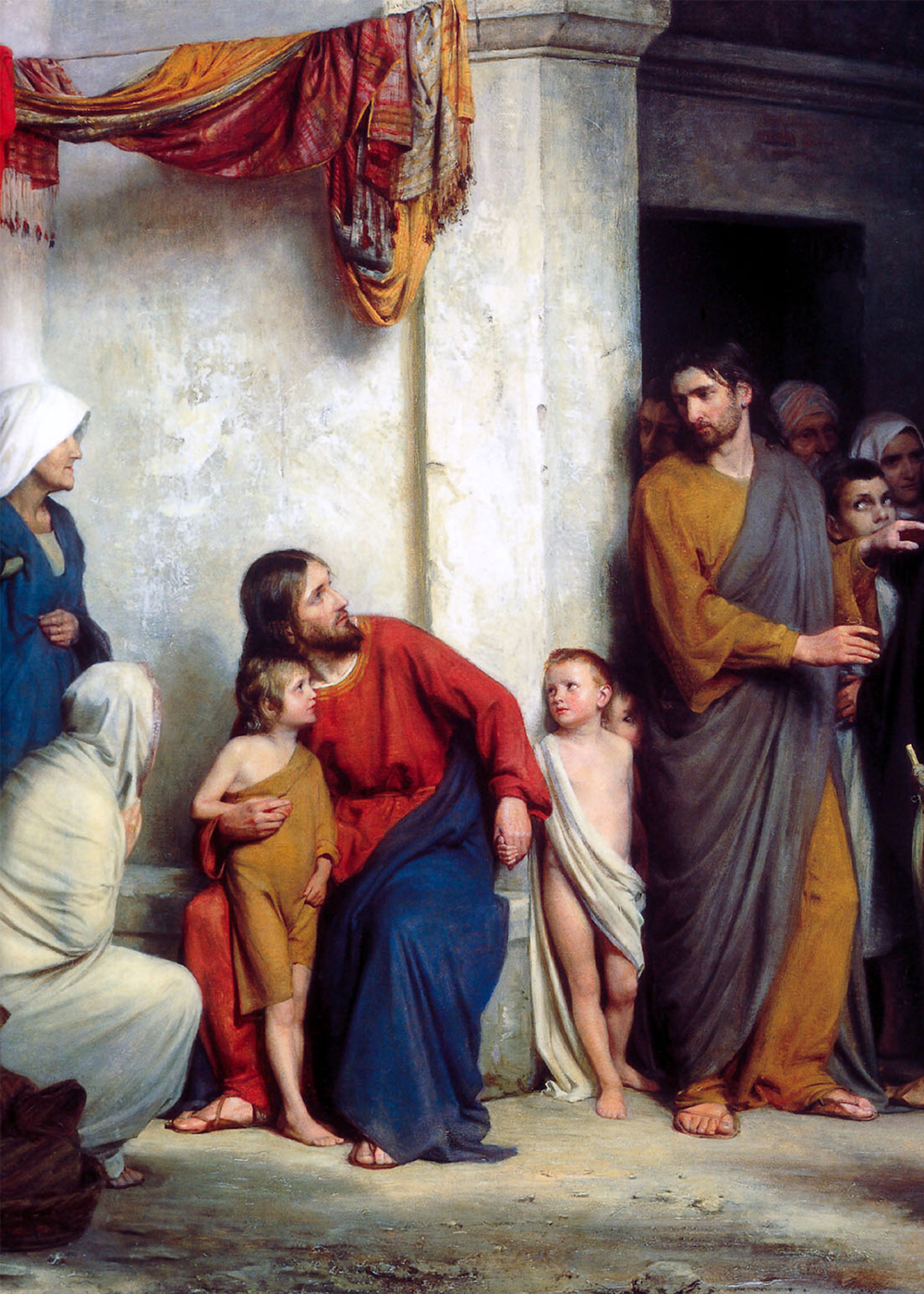
معاناة الأطفال
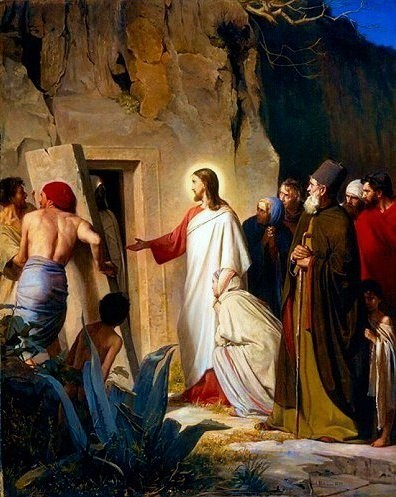
ظهور لازاروس
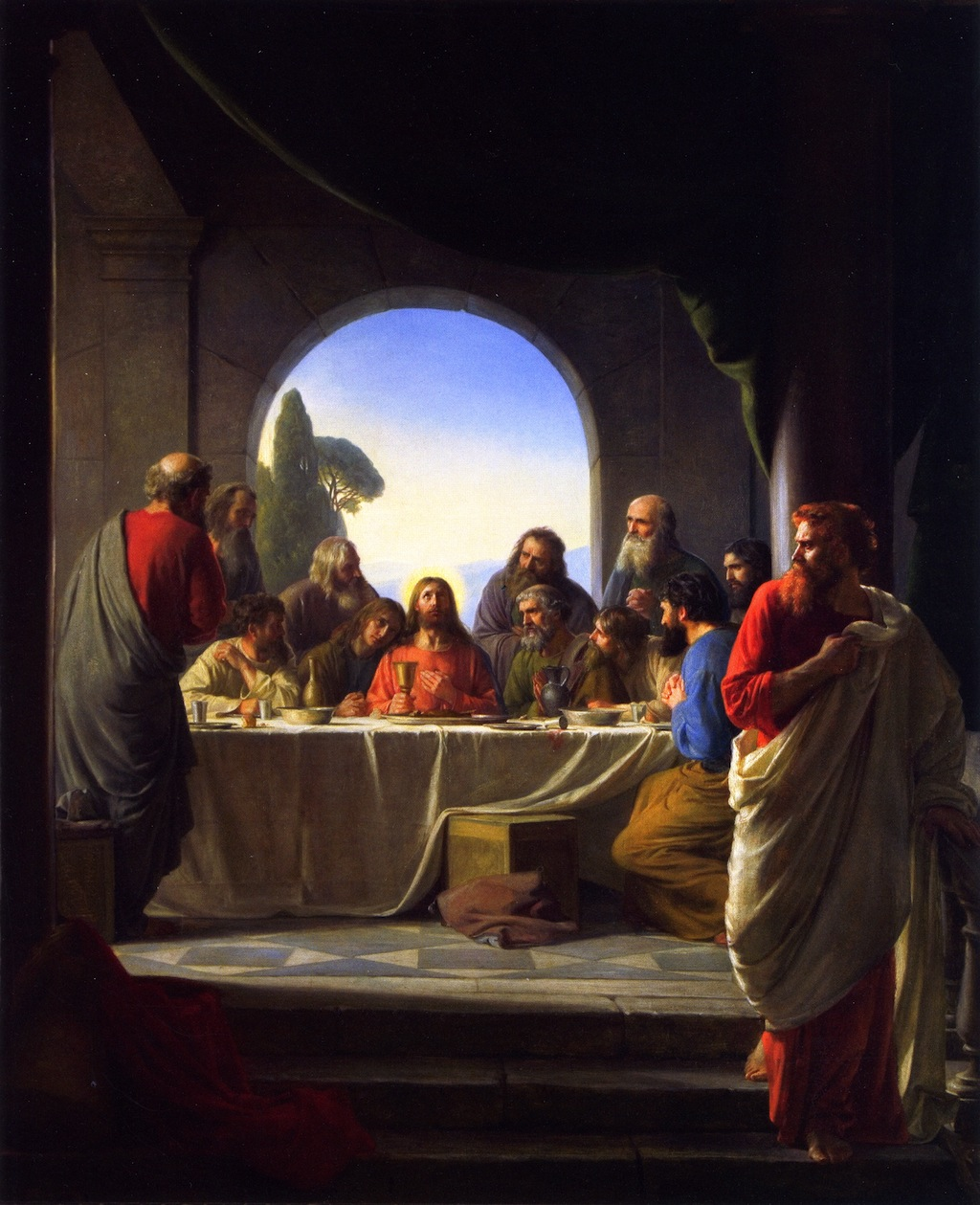
العشاء الأخير
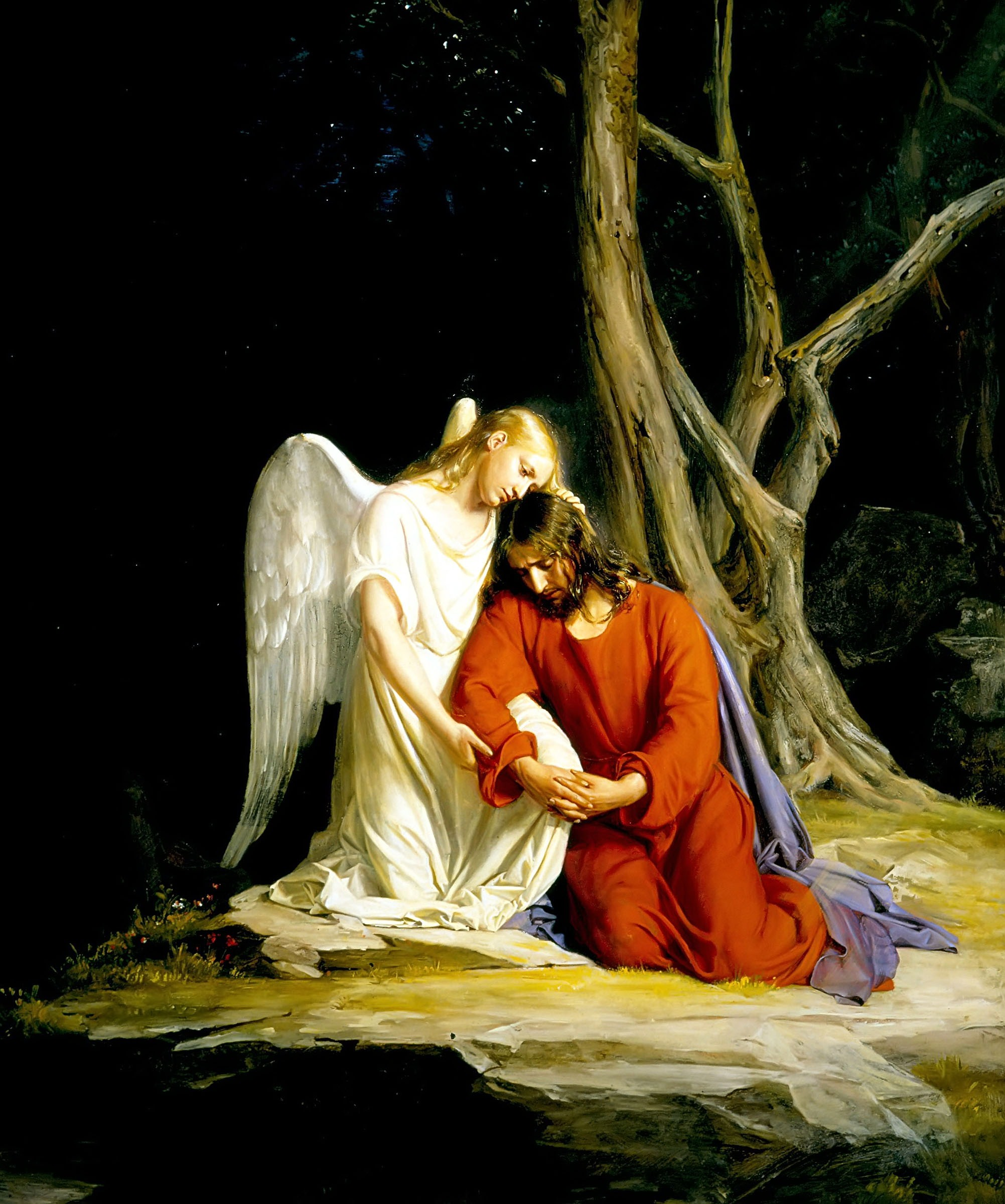
الجسمانية
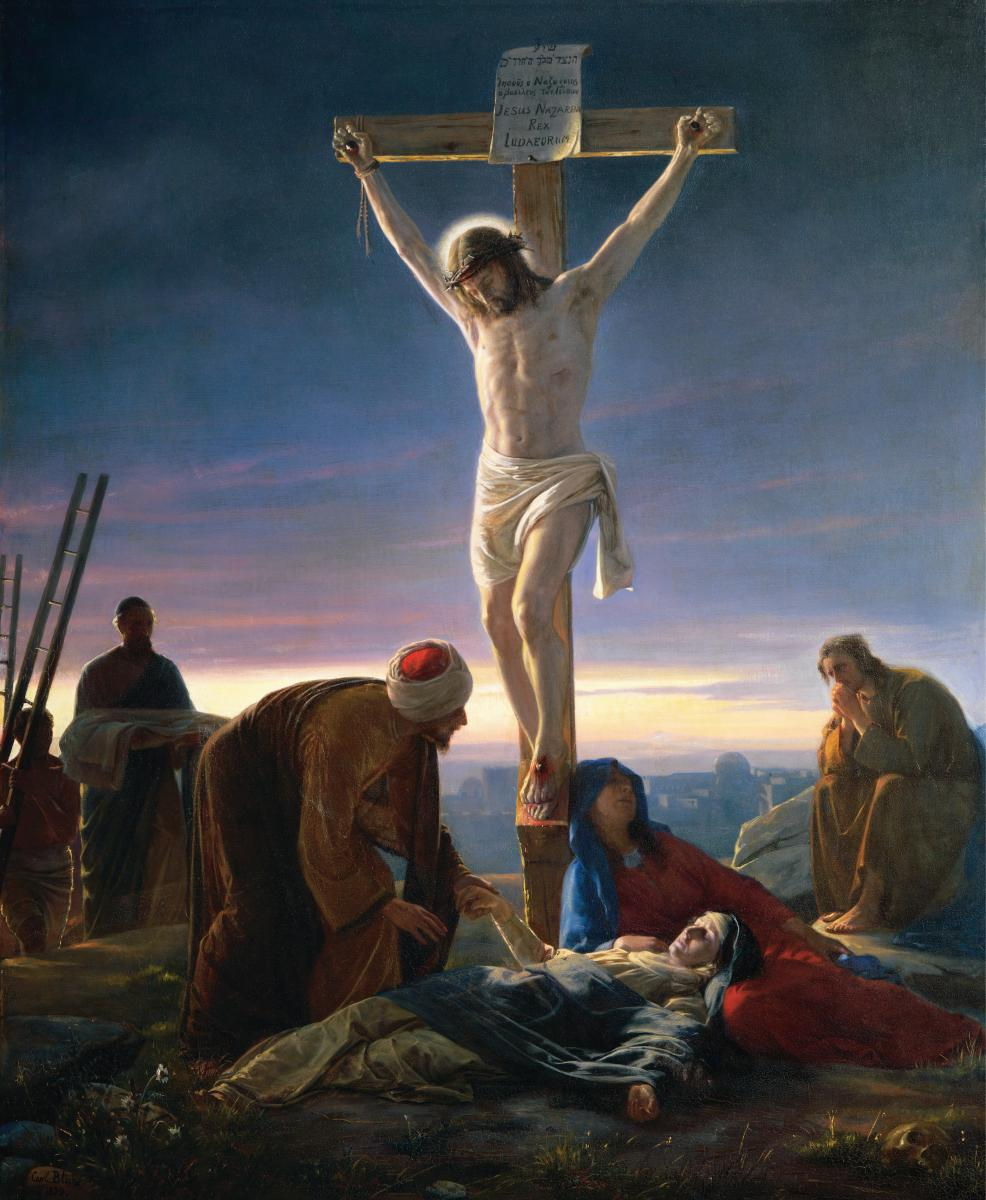
المسيح على الصليب
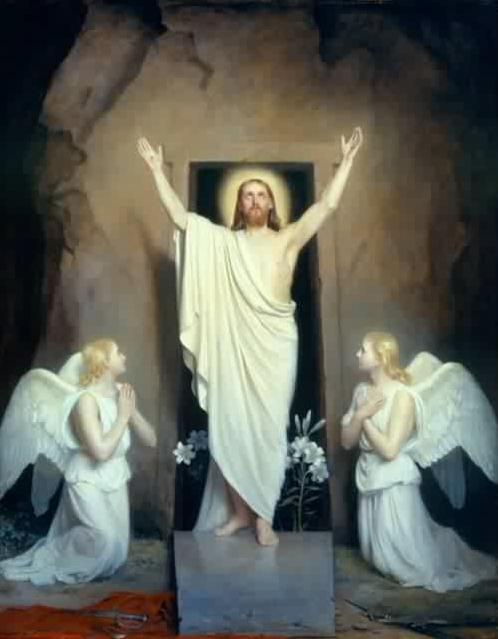
بعث المسيح

## وصلات خارجية
- carlbloch.org 43 لوحة برشية الفنان كارل بلوخ (بالإنجليزية)
- حياة المسيح: فن كارل بلوخ (بالإنجليزية)
- Carl Bloch: The Master's Hand نسخة محفوظة 6 يوليو 2015 على موقع واي باك مشين. معلومات عن الفنان كارل بلوخ ومعرض حوله في  جامعة متحف بريغهام يونغ للفن (بالإنجليزية)